# Île Majeure
L'île Majeure (en italien : isola Maggiore) est une île d'Italie du lac Trasimène appartenant administrativement à Tuoro sul Trasimeno.

## Géographie
Elle s'étend sur environ 818 m de longueur pour une largeur approximative de 407 m. Le village occupe la côte ouest de l'île

## Histoire

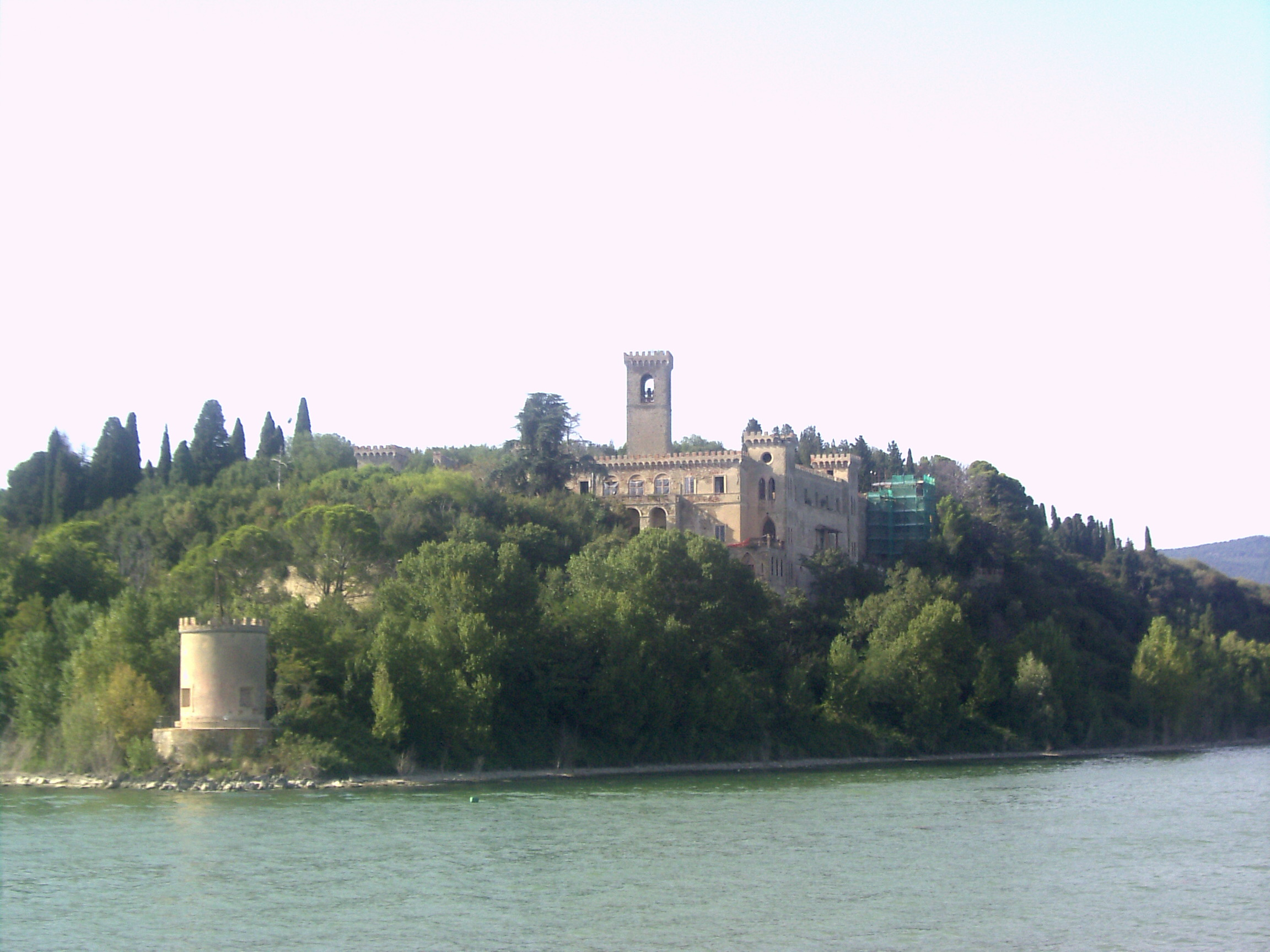
Le château de Guglielmi.

Elle apparaît dans l'histoire en 817 quand Louis le Pieux accorde au pape Pascal Ier la ville de Pérouse et le lac Trasimène avec ses trois îles (Majeure, Mineure et Polvese. En 1117, les habitants passent sous la protection directe de Pérouse.
En 1211, après son retour de Cortona, saint François d'Assise se retire dans la solitude à l'occasion de la Carême sur l'île. En mémoire de cet événement, en 1328, une église et un couvent franciscain sont construits. En 1411, l'île est occupée par Braccio da Montone.  La population de l'île atteint, en 1578, le nombre de 600 habitants, son plus haut record enregistré. 
En 1803, l'île passe sous la juridiction de Castiglione del Lago, par ordre du pape Pie VII. En 1875, par la volonté des habitants (environ 200), le territoire était inclus dans la commune de Tuoro sul Trasimeno. En 1887, le marquis Giacinto Guglielmi de Civitavecchia a acheté le couvent des franciscains et l'église pour transformer l'ensemble en château privé. Le château reste la propriété de la famille Guglielmi jusqu'en 1975. 
En juin 1944, a lieu dans l'île des tirs, des perquisitions, des pillages et des raids par des soldats nazis. Des juifs, cachés dans le château de Guglielmi, se sont sentis en danger. Ils sont restés cachés pendant trois jours et trois nuits. Don Ottavio, qui avait toujours essayé de les aider pendant ce séjour forcé, parvient à convaincre les pêcheurs de l'île de les transporter sur la rive. La nuit, à bord de cinq bateaux, ils sont emmenés puis pris en charge par les Britanniques.

## Monuments
- Via Guglielmi : artère principale du village, reconstruite dans les années 1950 selon le modèle original en briques rouges ;
- Palais du XIVe siècle, via Guglielmi ;
- Église du Bon-Jésus (XVe siècle) : style néo-baroque, oratoire de la confrérie homonyme ;
- Église de la Bonne-Mort (1576) : profanée et transformée. On l'appelait ainsi, car il s'agissait d'une institution dont le but était de donner un enterrement digne - d'où le nom de Bonne-Mort - même à ceux qui ne pouvaient pas les avoir, pour des raisons souvent liées à des problèmes économiques ;
- Maison du Capitaine du Peuple (XIVe siècle), ou de l'horloge ancienne : résidence d'été des notables appartenant au chef de l'administration locale du capitaine ;
- Palais médiéval (XIIIe siècle) : se dresse sur la rue principale. Il représente un témoignage de l'architecture civile médiévale gravée par trois séries d'archontes pointues. Construit en pierre sereine, il était la maison où vivait le graveur Gildo Bartocci ;
- Château de Guglielmi (XIVe siècle, restauré en 1887), ou château d'Isabelle : construit sur la base du couvent franciscain préexistant annexé à l'église. Fait de style néo-gothique, avec des salons intérieurs luxueux et spacieux, et une galerie d'exposition pour peintures et objets précieux. Il a été inauguré en 1891, c'était un lieu de rassemblements mondiaux pour les nobles romains et florentins, visité par les reines d'Italie Marguerite de Savoie et Hélène de Monténégro[3] ;
- Église de Saint-François (XIVe siècle) ;
- Église de San Michele Arcangelo (XIIIe siècle) : au sommet de l'île, avec une seule nef avec poutre et une abside avec toit de croisière. Entièrement décoré de fresques par des artistes inconnus. Sur l'autel il y a un crucifix en bois de Bartolomeo Caporali ;
- Église de San Salvatore (XIIe siècle) : en style roman-gothique, avec l'emblème de l'empereur Frédéric Barberousse sur la façade ;
- Statue de Saint-François (1211), où, selon la tradition, le saint a trouvé refuge pendant son séjour sur l'île pendant la Carême. La roche et la chapelle adjacente, qui contient une statue en bois du saint, sont à l'abandon et très délabrée.

## Galerie

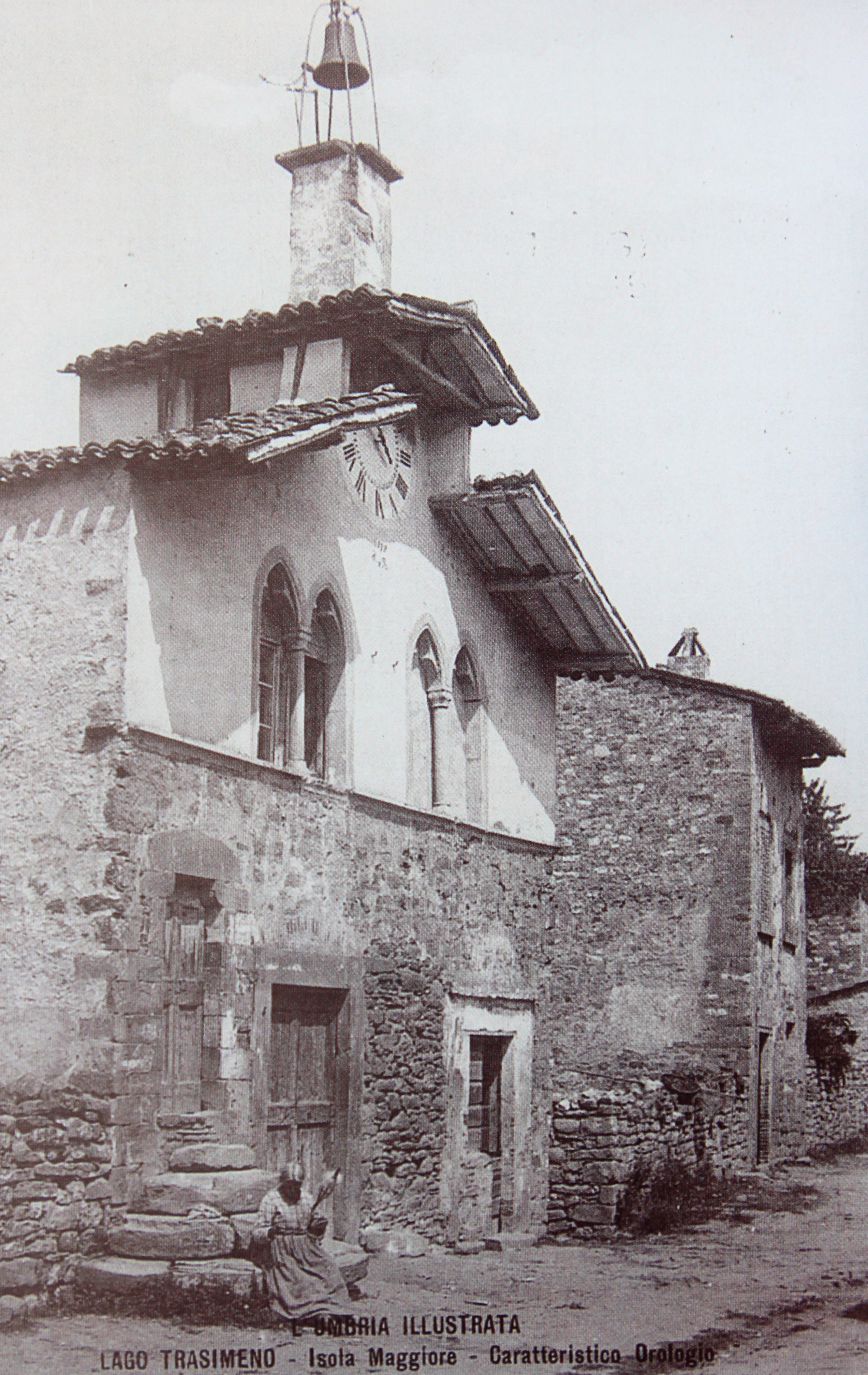
La maison du Capitaine du Peuple en 1900.
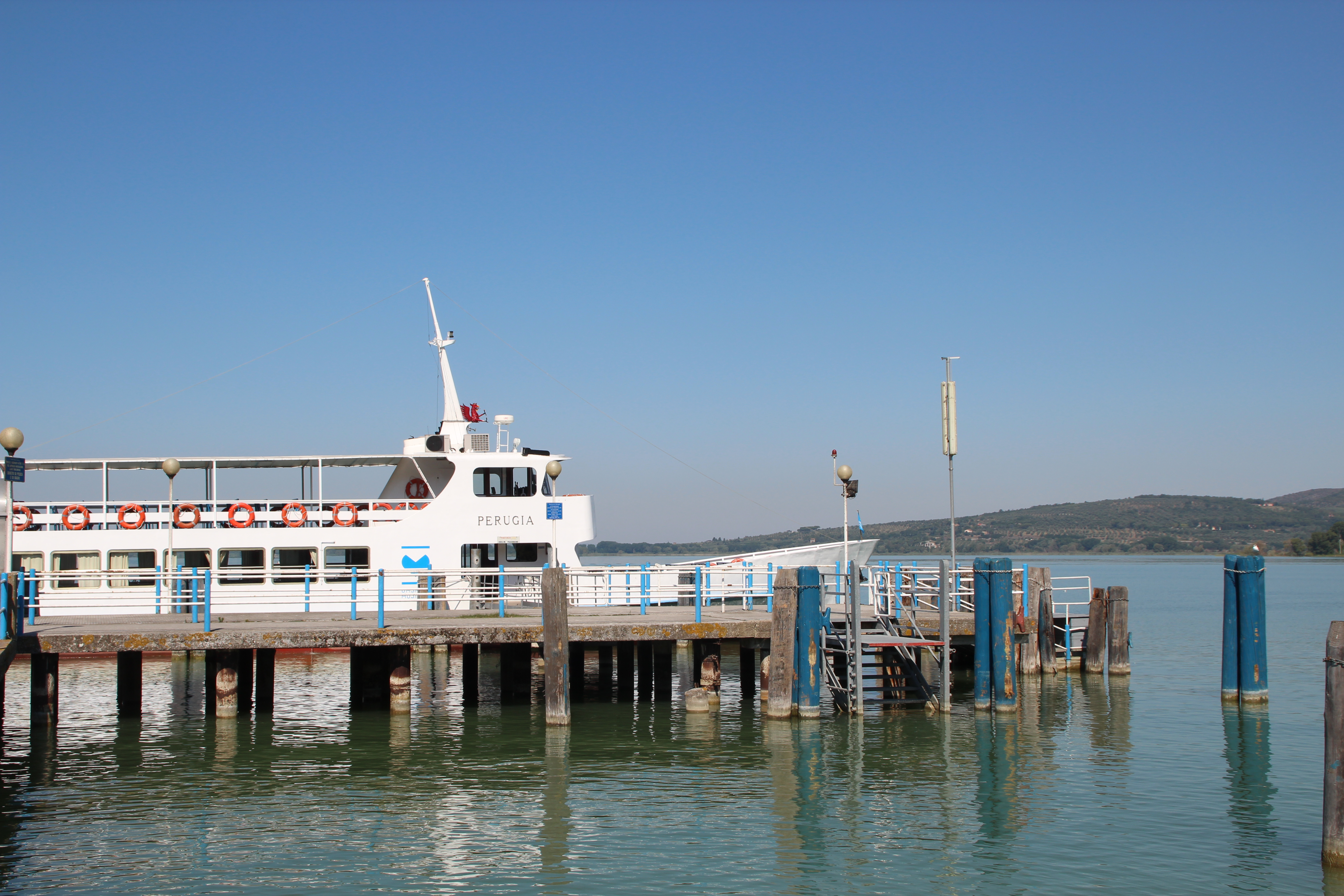
La jetée.
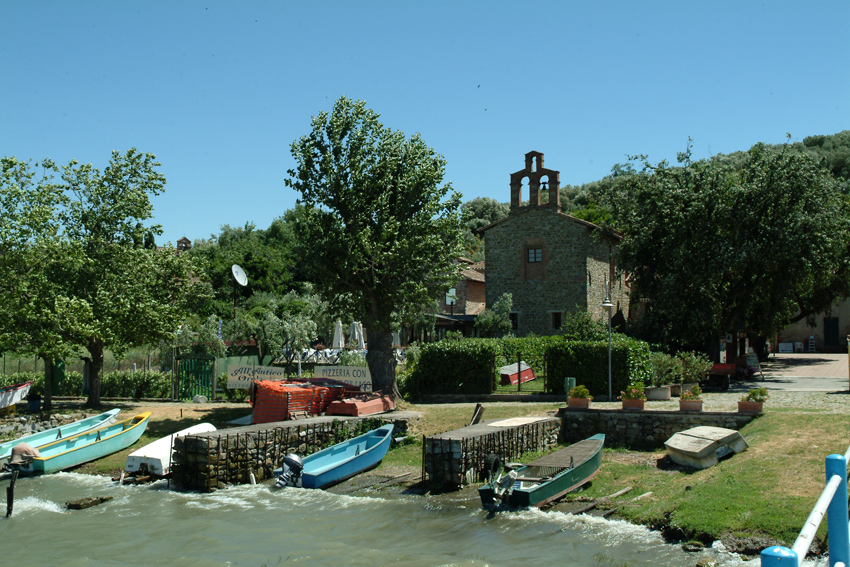
Église.
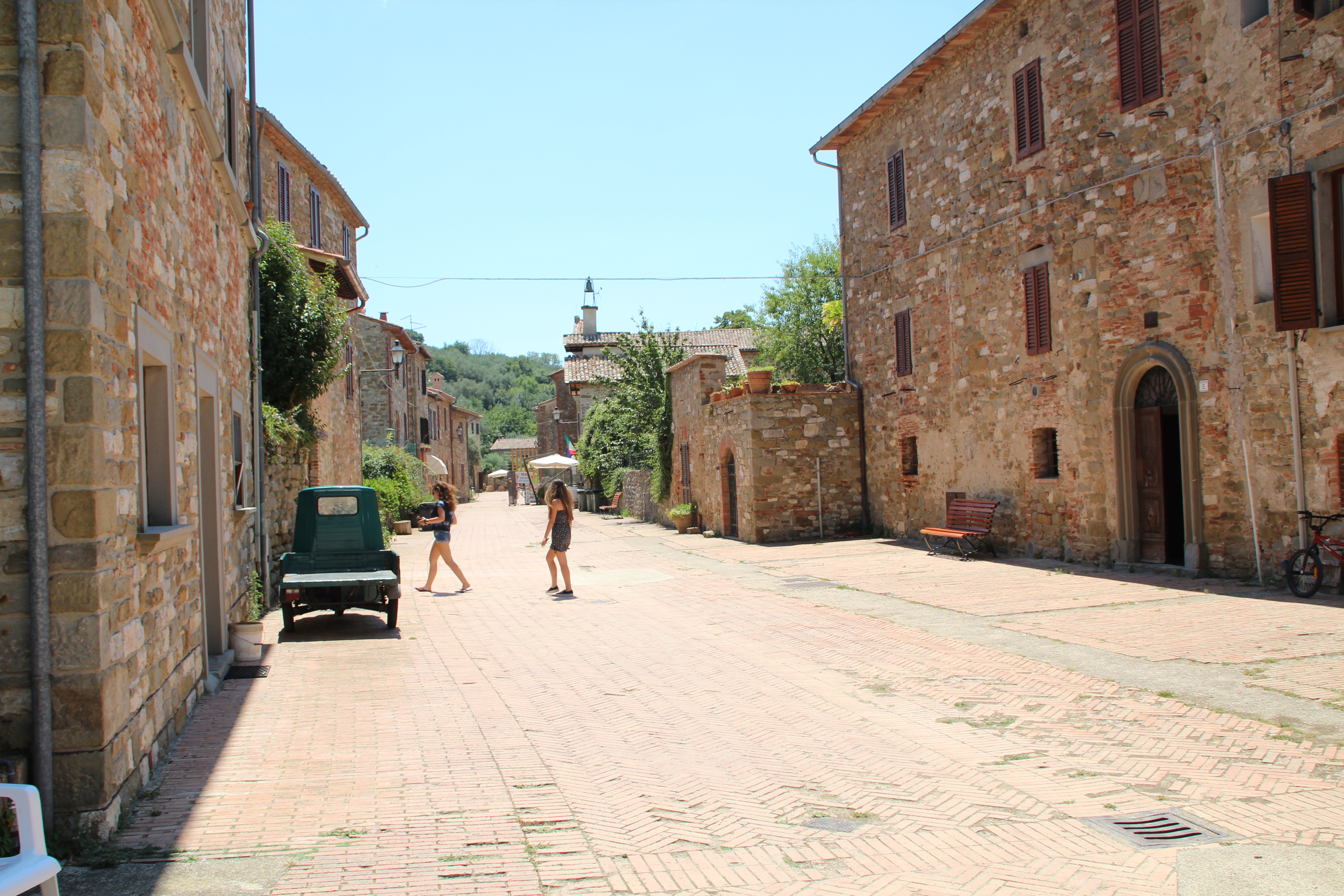
Via Guglielmi.
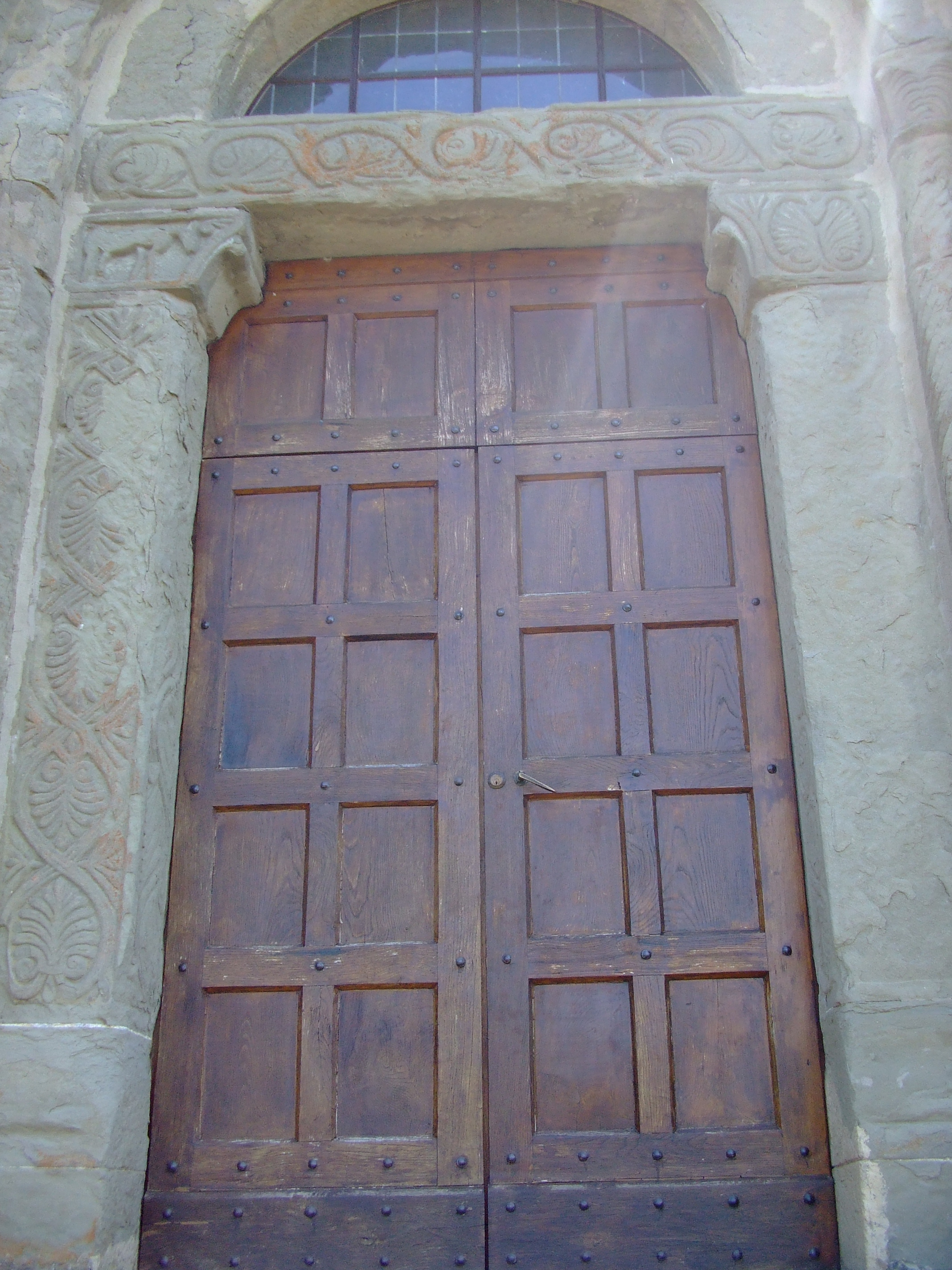
Portail de l'église San Salvatore.
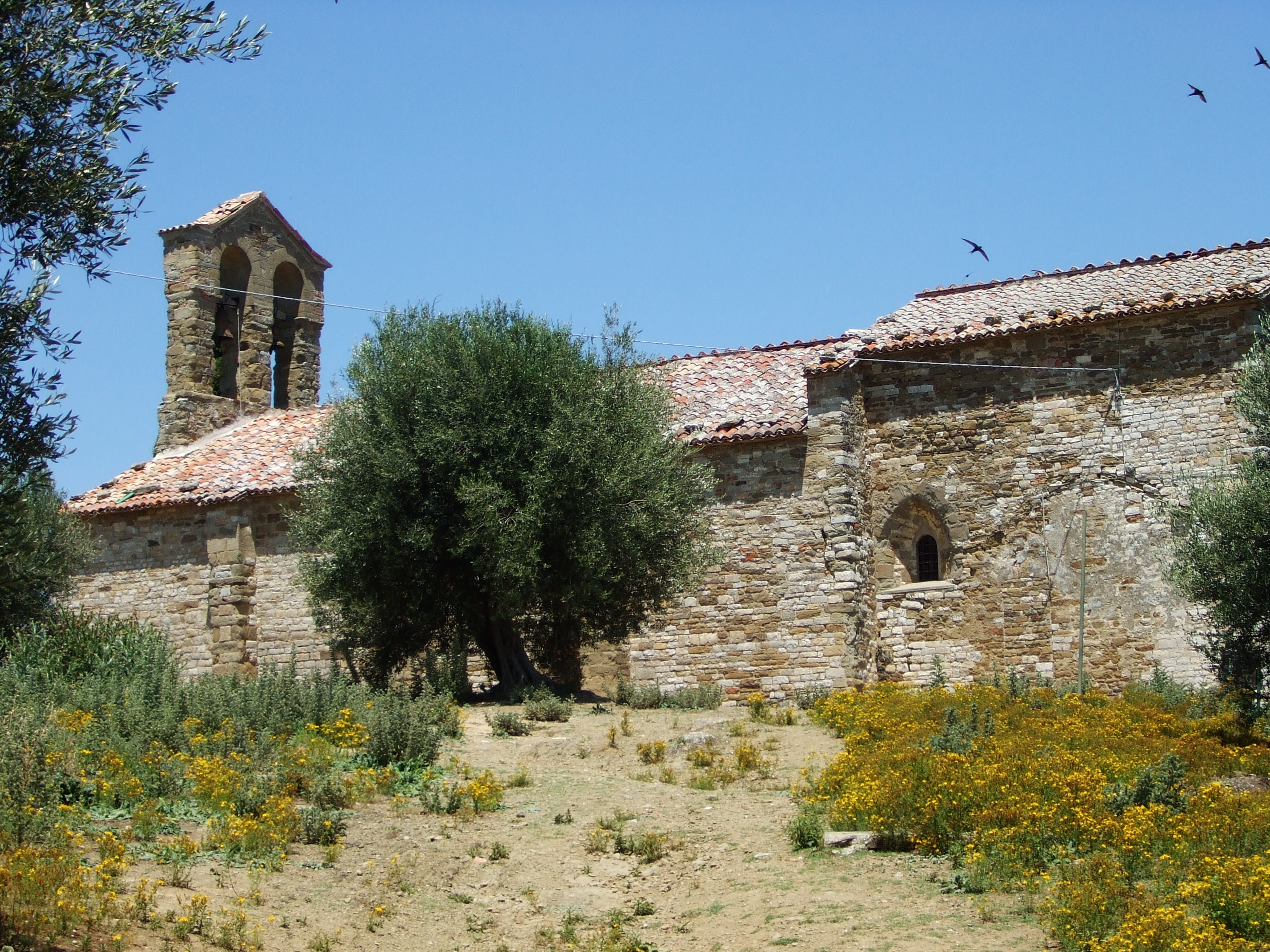
Église San Michele Arcangelo.
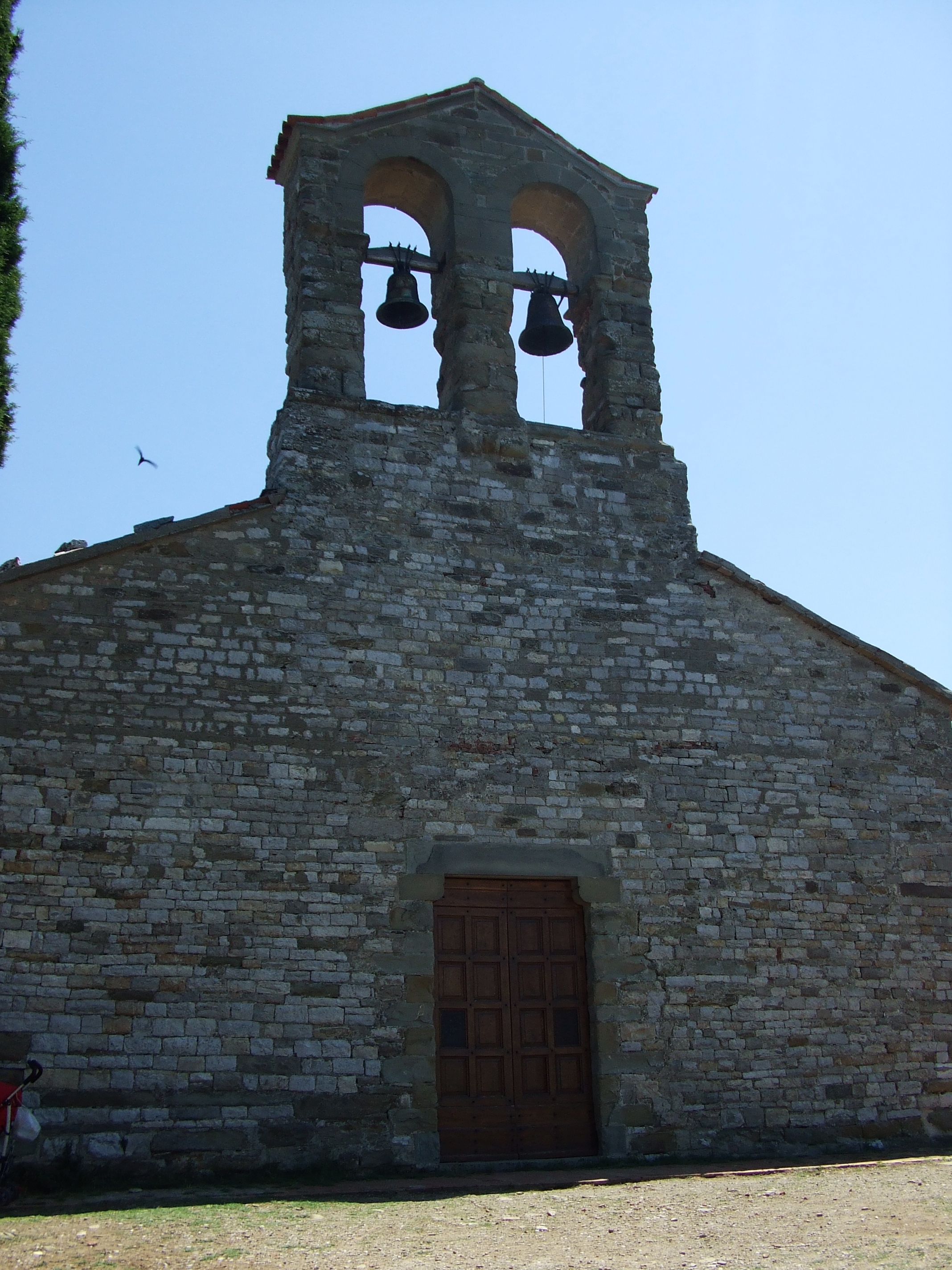
Façade de l'église San Michele Arcangelo.
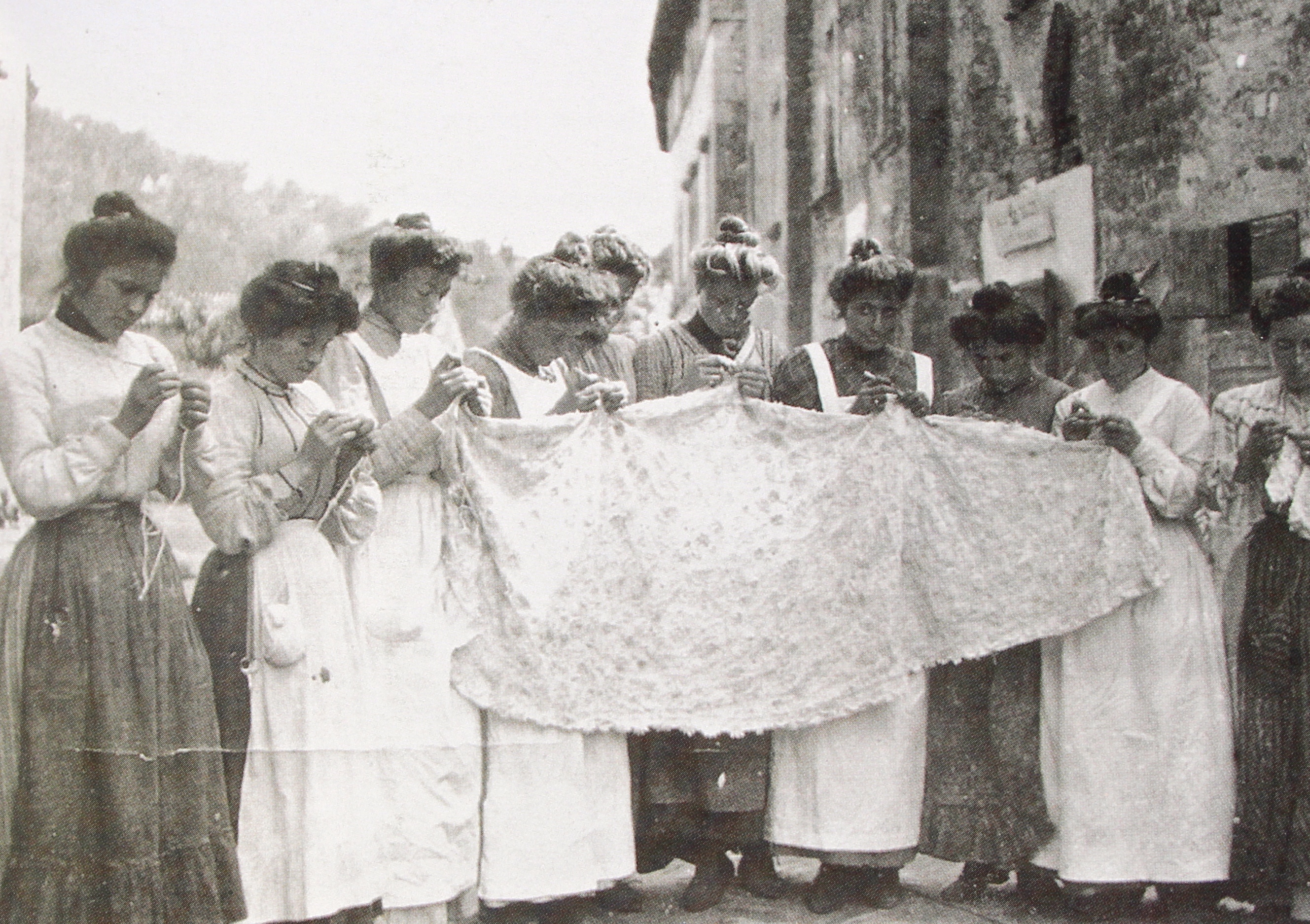
Tradition.
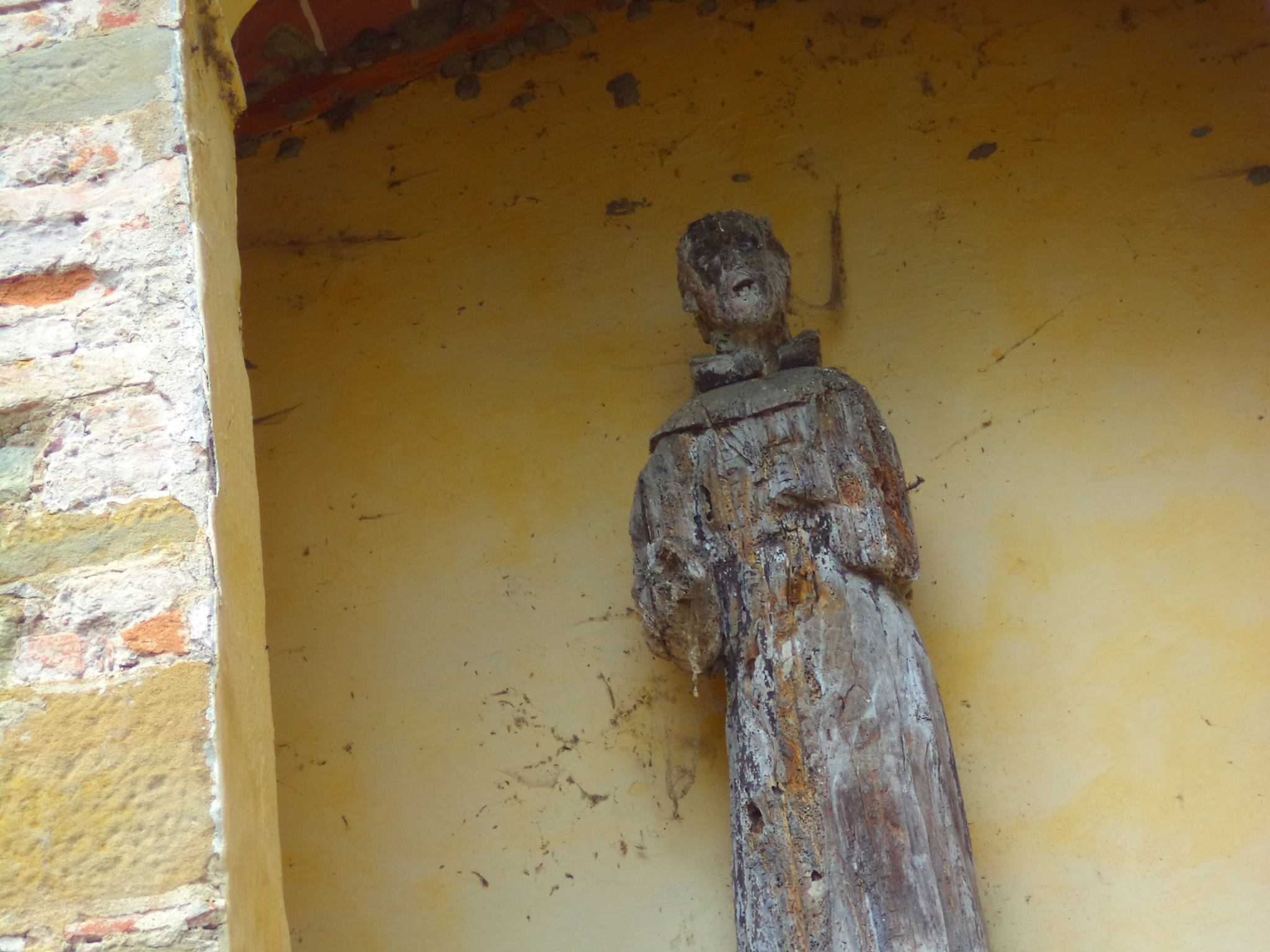
Statue en bois de Saint-François.